# L'isola in via degli Uccelli
L'isola in Via degli Uccelli è un film del 1997 diretto da Søren Kragh-Jacobsen, basato sull'omonimo romanzo, parzialmente autobiografico, di Uri Orlev.

## Trama
Alex, ragazzo undicenne, vive nel ghetto di Varsavia in compagnia del padre Stefan,del prozio Boruch e del piccolo topo Neve. Il ghetto è separato da un muro dalla città "normale" ed è soggetto ai continui rastrellamenti selettivi da parte dei nazisti. Il padre prepara Alex ad ogni eventualità e quando anch'egli e Boruch vengono catturati gli promette che qualunque cosa accada sarebbe tornato a cercarlo. Alex riesce a fuggire ed incomincia la sua avventura per la sopravvivenza nell'"isola" di Via degli Uccelli semidistrutta e ormai quasi deserta. Gli elementi in cui trova forza ed ispirazione sono la lettura di Robinson Crusoe, dal quale prende spunto per crearsi un rifugio sicuro con tutto ciò che gli necessita, la compagnia gioiosa del suo topolino Neve e soprattutto la fiducia incrollabile nella promessa del padre. L'attesa si protrae per alcuni mesi durante i quali Alex sfugge ripetutamente ai soldati comandati da Goehler, nascondendosi nel rifugio ricavato in quel che rimane di un piano alto di un edificio bombardato, raggiungibile solo con una scala di corda che si è costruito. Dal suo punto di osservazione vede di là dal muro scorrere la vita ordinaria della gente non segregata come lui, anche di una sua coetanea, Stasya, e attraverso cunicoli e passaggi segreti diventano frequenti le sue incursioni fuori dal ghetto che gli saranno utili per salvare il partigiano ferito Henryk con l'aiuto del dottor Studjinsky. Fa amicizia con Stasya e viene ben accolto nella sua casa dalla madre, ma rifiuta all'invito di seguirle al sicuro nella loro casa di campagna, fiducioso nella promessa fattagli dal padre, del quale, deportato, non si può avere la certezza del ritorno. Rimane così completamente solo e disperato nel ghetto deserto e demolito, anche il topolino Neve muore e Alex si rifugia rassegnato nell'ultimo nascondiglio segreto.
Nel finale, il padre ritorna nel ghetto e riscopre suo figlio Alex che lo abbraccia sotto la luce del sole. Alex felice di essere sopravvissuto alla guerra e di rivedere suo padre, si allontana insieme a lui su un carro trainato dai cavalli. 
Prima dei titoli di coda, un breve epilogo sul personaggio di Alex.

## Riconoscimenti
- 1997 - Festival di Berlino
  - Orso d'Argento per la migliore colonna sonora a Zbigniew Preisner
  - Menzione Speciale quale giovane promettente attore esordiente a Jordan Kiziuk
- 1999 - Daytime Emmy Award
  - a Søren Kragh-Jacobsen e Jordan Kiziuk
- Premi Robert 1998
  - Miglior scenografia